# کشیشتوف زالفسکی
کشیشتوف زالفسکی-برِیدیگانت (لهستانی: Krzysztof Zalewski-Brejdygant؛ ‏ تلفظ لهستانی: [ˈkʂɨʂtɔf]؛ زادهٔ ۲۴ اوت ۱۹۸۴) با نام مستعار پیشین «زالِف»، خواننده، ترانه‌سرا، موسیقی‌دان، آهنگساز، نوازنده چند ساز، مؤلف، بازیگر و مجری رادیو اهل لهستان است.
از فیلم‌ها یا مجموعه‌های تلویزیونی که وی در آن‌ها نقش داشته است، می‌توان به کارگزار من اشاره نمود.